# Luca Rossetti
Luca Rossetti (Pordenone, Itàlia, 24 de març de 1976) és un pilot de ral·li italià. Guanyador en tres ocasions del Campionat d'Europa de Ral·lis els anys 2008, 2010 i 2011, alhora que ha guanyat el Campionat d'Itàlia de Ral·lis del 2008 i el Campionat de Turquia de Ral·lis del 2012.

## Trajectòria

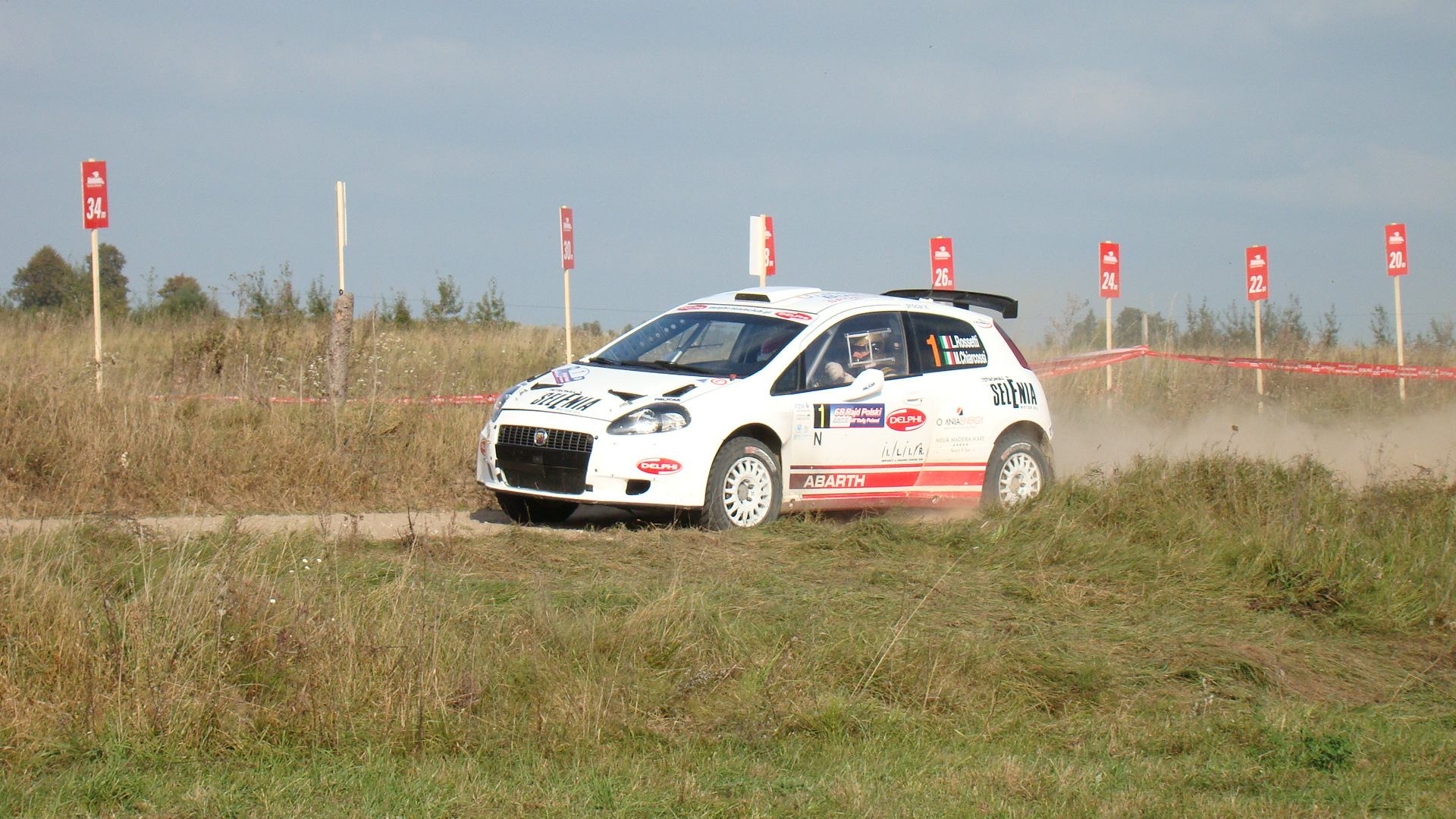
Rossetti disputant el Ral·li de Polònia del 2011 amb l'Abarth Grande Punto S2000.

Rossetti s'inicia a la disputa de ral·lis en proves del Campionat d'Itàlia de Ral·lis a partir de l'any 1999, disputant també proves del Campionat d'Europa de Ral·lis italianes. L'any 2004 disputa per primera vegada una prova del Campionat Mundial de Ral·lis, participant amb un Citroën Saxo S1600 al Ral·li de Finlàndia i al Ral·li de Monte-Carlo.
L'any 2008 guanya el Campionat d'Itàlia i el Campionat d'Europa amb un Peugeot 207 S2000. L'èxit a nivell europeu es repetiria a bord d'un Abarth Grande Punto S2000 els anys 2010 i 2011, dos anys on a nivell italià acabaria en segona posició.
L'any 2012, pilotant un Škoda Fabia S2000 del equip Pegasus Racing, guanya el Campionat de Turquia de Ral·lis.
Des d'aleshores ha disputat i guanyat diveros campionats menors italians, disputant gairebé exclusivament ral·lis al seu país.